# Distretto di Skrapar
Il distretto di Skrapar (in albanese: Rrethi i Skraparit) era uno dei 36 distretti amministrativi dell'Albania.  
Era il più settentrionale della regione storica e geografica dell'Epiro. Un importante luogo turistico è il monte Morava vicino a Polican.
La riforma amministrativa del 2015 ha suddiviso il territorio dell'ex-distretto in 2 comuni: Poliçan e Skrapar.

## Geografia antropica

### Suddivisioni amministrative
Il distretto comprendeva 2 comuni urbani e 8 comuni rurali.

#### Comuni urbani
- Çorovodë
- Poliçan

#### Comuni rurali
- Bogovë
- Çepan
- Gjerbës
- Leshnjë
- Potom
- Qendër Skrapar (Qender Polican)
- Vendreshë
- Zhepë